# Evonýmia
Evonýmia, en grec moderne : Ευωνύμεια, également connu sous son nom médiéval de Tráchones (Τράχωνες), et sous son nom familier moderne Áno Kalamáki (Άνω Καλαμάκι), est une agglomération historique d'Athènes et actuellement un quartier résidentiel au sein de la municipalité d'Álimos dans la banlieue sud d'Athènes, en Grèce. 
La zone est une partie intérieure de la plaine athénienne du sud, située entre les contreforts du massif de l'Hymette et la zone côtière sud d'Athènes sur le golfe Saronique. Le terrain est caractérisé par des collines calcaires et des cours d'eau qui s'écoulent de l'Hymette vers la côte. Située à 7 kilomètres au sud du centre d'Athènes, Evonýmia s'est développée et intégrée à l'étalement urbain de la capitale grecque. 
La région présente certains des premiers établissements urbains d'Europe, avec des sites archéologiques montrant un développement continu depuis le néolithique et l'âge du bronze. Les principales découvertes archéologiques comprennent des fortifications de l'époque helladique précoce, des ateliers et une nécropole de l'époque mycénienne, un amphithéâtre de l'époque classique et des temples paléochrétiens et byzantins. Certains des spécimens les plus anciens et les mieux conservés de la poterie géométrique athénienne ont été attribués à l'atelier de Tráchones et figurent dans les collections des musées, notamment deux cratères exposés au Metropolitan Museum of Art. 
À son apogée, aux Ve et IVe siècles av. J.-C., la zone était le centre du dème d'Evonýmos, l'une des communautés les plus peuplées de l'Athènes antique. Evonýmos possédait sa propre acropole, son théâtre, ses installations industrielles et ses fêtes religieuses. Plusieurs Evonymiens ont joué un rôle majeur dans la politique et la vie civique athéniennes, notamment lors du procès de Socrate et des expéditions de la guerre du Péloponnèse. 

## Étymologie
Le nom d'Evonýmia est documenté dans l'Ethniques (en grec ancien : Ἐθνικά), la nomenclature de l'écrivain byzantin Étienne de Byzance, datant du VIe siècle, considérée comme le premier ouvrage faisant autorité sur les toponymes méditerranéens. Dans cet ouvrage, Étienne de Byzance attribue le nom à Evónymos (el) de la mythologie grecque, fils de Gaïa et d'Ouranos ou de Céphise (el). Le nom lui-même dérive des mots racines grecs eû (εὖ) bon, bien, et onoma (όνομα) nom. D'autres interprétations de l'origine du nom sont qu'il s'agit d'une référence directe au fait que la région est « bien nommée » ou « de bonne réputation », ou qu'il provient du Fusain d'Europe (Euonymus europaeus). Le nom médiéval Trachones provient du mot trachoni (τραχώνι) signifiant roche, dérivé de l'adjectif grec ancien trachys (τραχύς) signifiant grossier. Le nom familier moderne Áno Kalamáki (Haut Kalamáki) est apparu en 1968 lorsque Evonýmia  est liée administrativement à l'agglomération côtière de Kalamáki à l'ouest, créant ainsi la municipalité contemporaine d'Álimos.